# Pettvika
Pettvika est une localité du comté de Nordland, en Norvège.

## Géographie
Administrativement, Pettvika fait partie de la kommune de Vestvågøy.